# Catedrala romano-catolică din Chișinău
Catedrala romano-catolică „Providența Divină” este un lăcaș de cult și monument de arhitectură de însemnătate națională, introdus în Registrul monumentelor de istorie și cultură din municipiul Chișinău și în Registrul monumentelor Republicii Moldova ocrotite de stat cu nr. 26 (municipiul Chișinău).  Lăcașul este catedrala Episcopiei Romano-Catolice de Chișinău.

## Istorie
Comunitatea romano-catolică din Chișinău era inițial compusă aproape exclusiv din polonezi. Prima parohie s-a format pe la anul 1830, iar în anul 1836 s-a ridicat o biserică. Principalul lăcaș de cult al credincioșilor catolici din Republica Moldova se află în partea de jos a orașului Chișinăului, ridicat pe un loc în pantă cu înclinație spre est. Din cauza acestei topografii, absida altarului a fost orientată spre vest. Proiectul catedralei a fost elaborat în capitala Imperiului Rus, la Sankt-Petersburg, în stil neoclasic de arhitectul Avraam Melnikov.

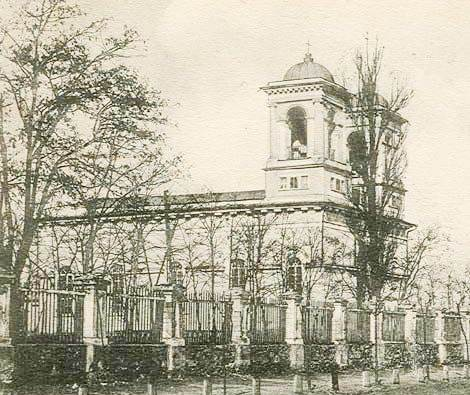
Catedrala în jurul anului 1900.

Din 1916 până în anii 1930 paroh al bisericii a fost Marcu Glaser.

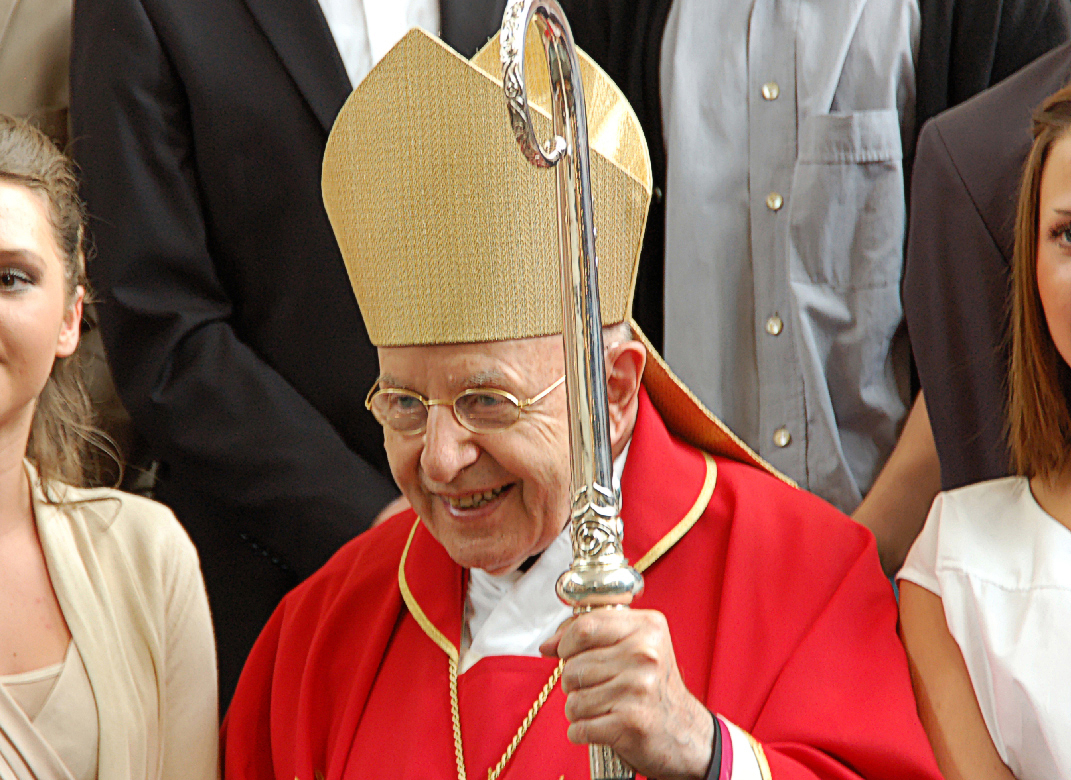
Nunțiul Karl-Josef Rauber

### Restituirea și ridicarea la rang de catedrală
În baza hotărârii Consiliului de Miniștri nr. 124 din 15 februarie 1946 clădirea bisericii a fost naționalizată. Parohia romano-catolică a fost desființată în 1963. Lăcașul a fost restituit Bisericii Catolice în anul 1989, iar paroh al bisericii a fost numit preotul român Anton Coșa.
După reglementarea situației Bisericii Catolice din Republica Moldova, la liturghia din 8 decembrie 2001, nunțiul apostolic Karl-Josef Rauber a dat citire decretului de înființare a Diecezei de Chișinău și l-a instalat pe Anton Coșa în funcția de episcop diecezan.

## Descriere
Arhitectura catedralei romano-catolică a fost realizată în spiritul neoclasicismului tardiv, influențat de arhitectura Renașterii italiene. Clădirea are un plan rectangular, alcătuit din trei nave, despărțite între ele de două șiruri din câte șase coloane ale ordinului corintic. Nava centrală este mai înaltă decât colateralele, fiind acoperită cu o boltă cilindrică pe arcuri dublouri, care se sprijină pe arhitravele șirurilor despărțitoare de coloane. Biserica are o singură absidă a altarului, semicirculară în plan, care corespunde după lărgime deschiderii navei centrale. Bolta cilindrică trece la vest în bolta de formă semisferică a apsidei altarului. Navele laterale sunt acoperite cu tavane plate, înviorate de casetele rezultate de la grinzile de acoperire. Lipsește obișnuita decorație plastică sculpturală a interiorului, fiind utilizate doar cea arhitectonică. Din mulurile clasice sunt prezente utilizate doar frumoasele capiteluri corintice ale coloanelor și modilioanele, așezate la încheierea elementelor constructive – la casetele tavanului și la linia de naștere a bolții navei centrale. Sobrietatea interiorului bisericii a fost înalt apreciată de opinia publică de atunci
Structura bisericii reprezintă o prelucrare în spirit eclectic a structurii biserica-sală, clădirea fiind acoperită cu o învelitoare în două pante. Intrarea în biserică era inițial precedată de o loggie în arc. Turnurile, ridicate deasupra corpului bisericii, sunt în două caturi, – jos un piedestal prismatic pe care au fost ridicate foișoare elegante – camere ale clopotelor. Pereții foișoarelor sunt străpunși de câte un gol în arc în fiecare perete, împodobiți la colțuri cu coloanele în trei sferturi ale ordinului ionic. Turnurile sunt acoperite cu câte o cupolă semisferică, susținută de câte o cornișă impunătoare cu denticule.
Pereții sunt tratați în spiritul ordinului, finisați de un antablament cu o friză alcătuită din triglife, amplasate într-un ritm mai dens. Golurile în arc ale ferestrelor și golul loggiei, sunt conturate cu arhivolte. Aspectul actual al bisericii se deosebește de cel inițial prin folosirea unor materiale de construcție mai luxoase decât în trecut, cum ar fi marmura neagră la treptele de la intrare și în interior.

## Legături externe
Materiale media legate de Catedrala Romano-Catolică Providența Divină din Chișinău la Wikimedia Commons